# Canal de Kiel
El canal de Kiel, en alemany Nord-Ostsee-Kanal, és un canal navegable que comunica el port de Kiel al mar Bàltic amb el port de Brunsbüttel a l'estuari de l'Elba en travessar la península de Jutlàndia. És el canal amb més de trànsit del món.
El canal fa 45 metres d'amplada, 14 metres de profunditat i 89 quilòmetres de llarg, un guany considerable per a la navegació ja que si les naus han de fer la volta de la península aproximadament recorren 570 quilòmetres.

## Història

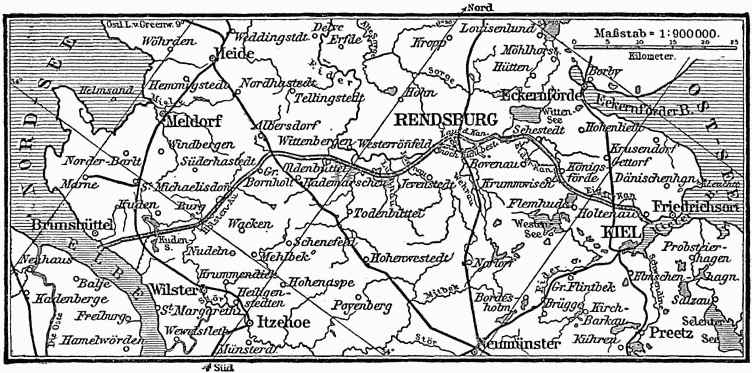
Mapa del 1888

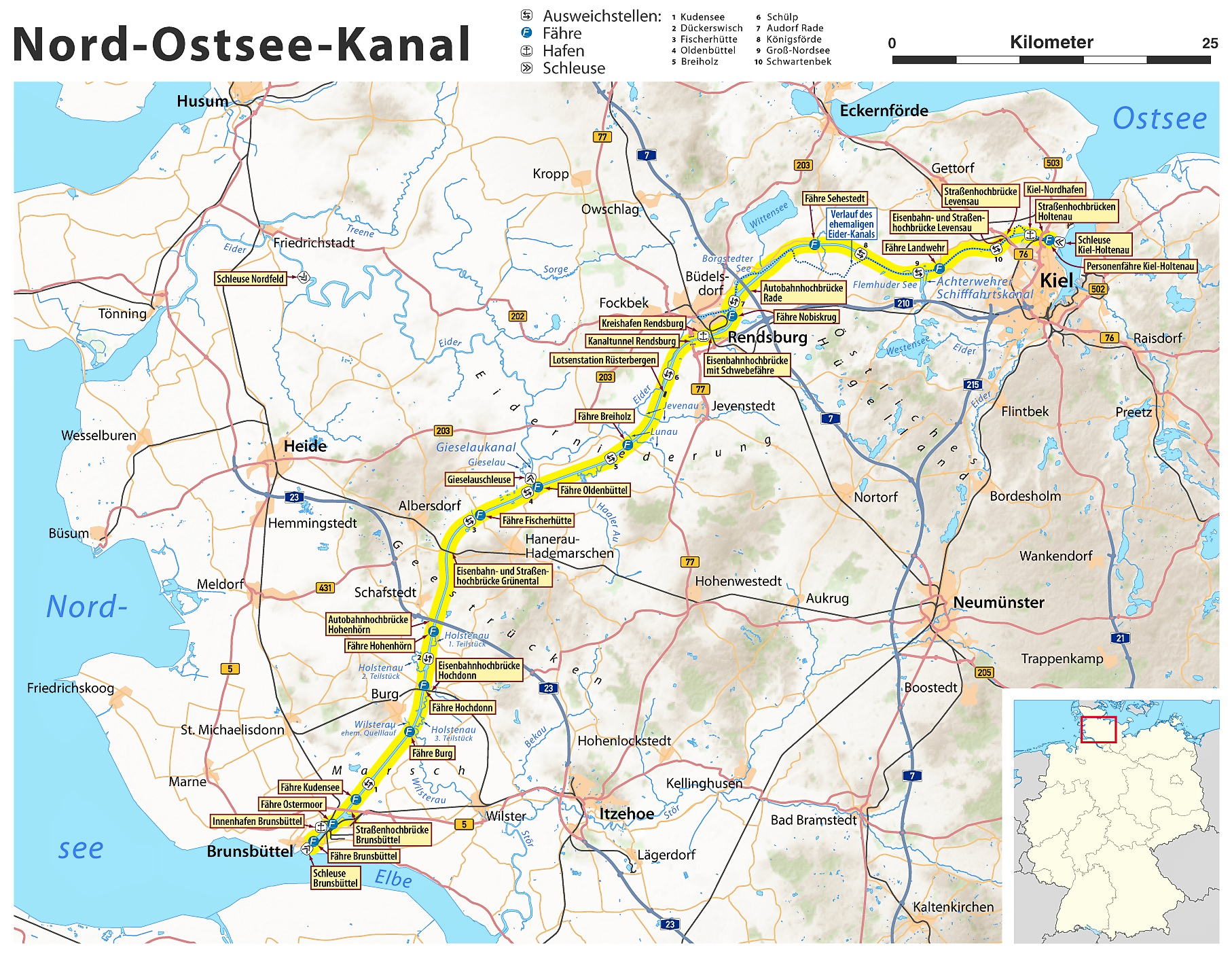
Mapa modern

Des de l'any 1784, el Canal de Slesvig-Holstein o Canal de l'Eider va ser una primera connexió entre el mar Bàltic i el mar del Nord. Connectava Kiel amb el curs inferior del riu Eider a Bovenau.
La marina alemanya volia assentar les seves bases del mar Bàltic i el mar del Nord, sense haver de voltar Dinamarca. L'anterior canal estava limitat pel trànsit naval i això va fer que s'iniciés la construcció del nou canal.
Al juny del 1887 va començar a construir a Holtenau a prop de Kiel. Les obres van començar El 20 de juny de 1895 es va donar l'obra per acabada i va quedar oberta pel kàiser Guillem II de Prússia. La construcció del canal va durar vuit anys i hi van treballar 9.000 obrers.
Després de la Primera Guerra Mundial, amb el Tractat de Versalles va quedar obert els vaixells de mercaderies i de guerra de totes les nacions en pau amb Alemanya. Adolf Hitler va trencar els estatuts internacionals durant la Segona Guerra Mundial entre el 1936 i el 1945. Per connectar el port interior de Rendsburg el 1937 es va inaugurar una connexió alternativa amb l'Eider, el Canal de Gieselau. Després de la guerra el canal tornà a obrir a totes les embarcacions.
En total, des de l'edat mitjana amb el canal de Stecknitz, el canal Alster-Beste, el canal de Slesvig-Holstein i el canal Elba-Lübeck hi va haver cinc intents per connectar els dos mars. Només l'Elba-Lübeck i el de Kiel queden actius en l'actualitat.